# Тогызкент
Тогызкент (каз. Тоғызкент) — село в Сарысуском районе Жамбылской области Казахстана. Административный центр Тогызкентского сельского округа. Находится примерно в 65 км к северо-востоку от города Жанатас, административного центра района, на высоте 331 метра над уровнем моря. Код КАТО — 316043100.

## Население
В 1999 году численность населения села составляла 959 человек (501 мужчина и 458 женщин). По данным переписи 2009 года, в селе проживало 1455 человек (760 мужчин и 695 женщин).